# Pastende
Pastende est un village dans la région de Kurzeme en Lettonie. Il est situé dans la municipalité de Talsi, c'est le centre de la paroisse de Ģibuļi. Etabli sur les rives de la rivière Stende, à 5 km de Talsi et à 117 km de Riga. A Pastende il y a une école primaire, un jardin d'enfants, une bibliothèque, un centre culturel et un magasin. 

## Histoire
Dans les sources écrites, le nom Postenden est mentionné pour la première fois en 1288. Le village s'est formé autour du centre du manoir de Pastende. Après la réforme agraire de 1920, le manoir devint la propriété de l'État letton.
Pendant la Seconde Guerre mondiale, de juillet à novembre 1941, les autorités d'occupation allemandes nazies créèrent un camp de concentration dans le manoir, où elles gardèrent environ 200 prisonniers. D'octobre 1944 au 8 mai 1945, on y installa un hôpital de guerre de la Wehrmacht. Depuis 1945, le manoir accueille l'école primaire de Pastende.
Dans le cimetière de Cīruļi (à 6,5 km du centre de Pastende) se trouve la tombe des parents et des membres de la famille du grand collectionneur de contes et contes populaires lettons Ansis Lerhis-Puškaitis (1859-1903).

## Galerie

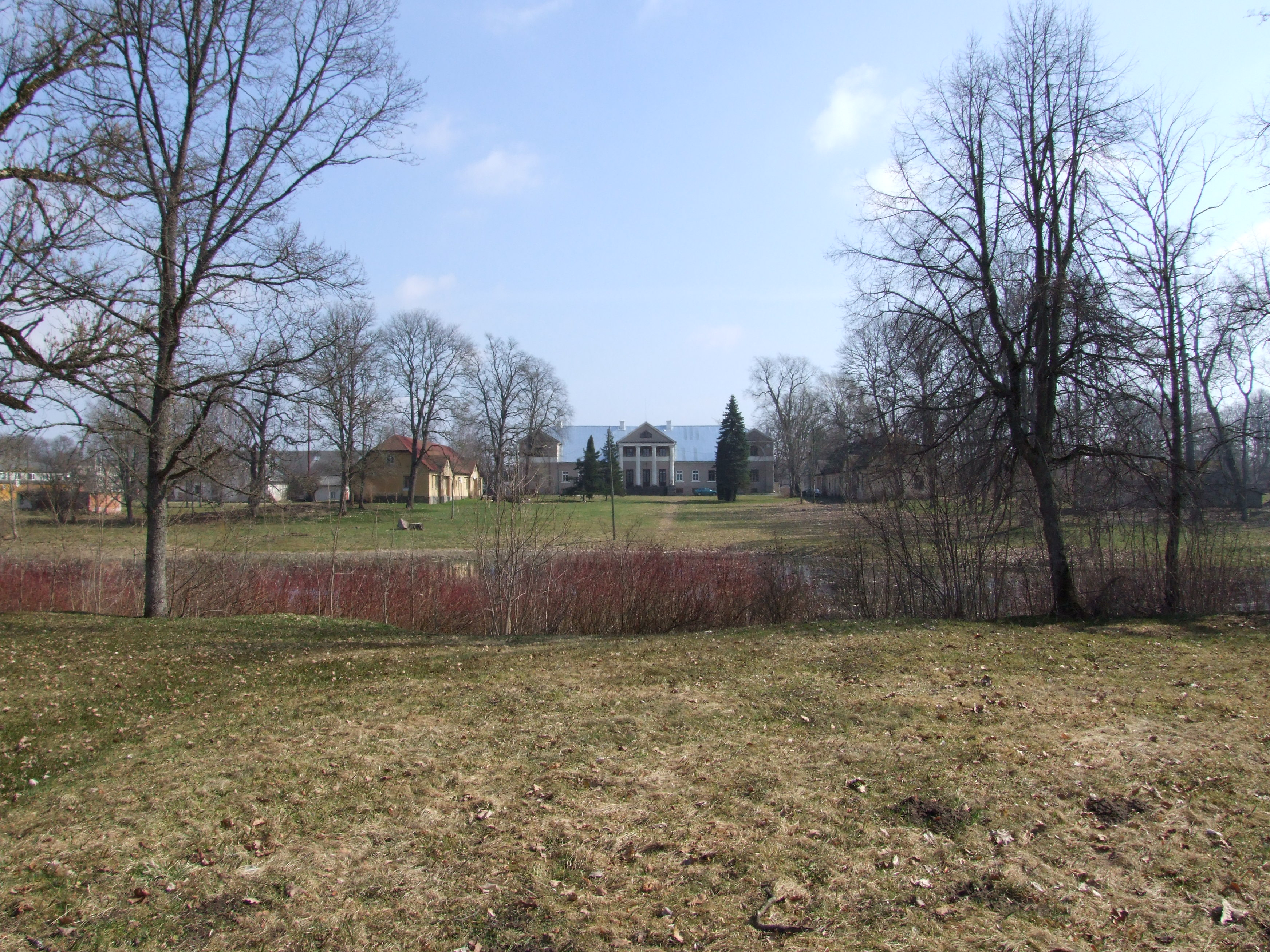
Parc du manoir.
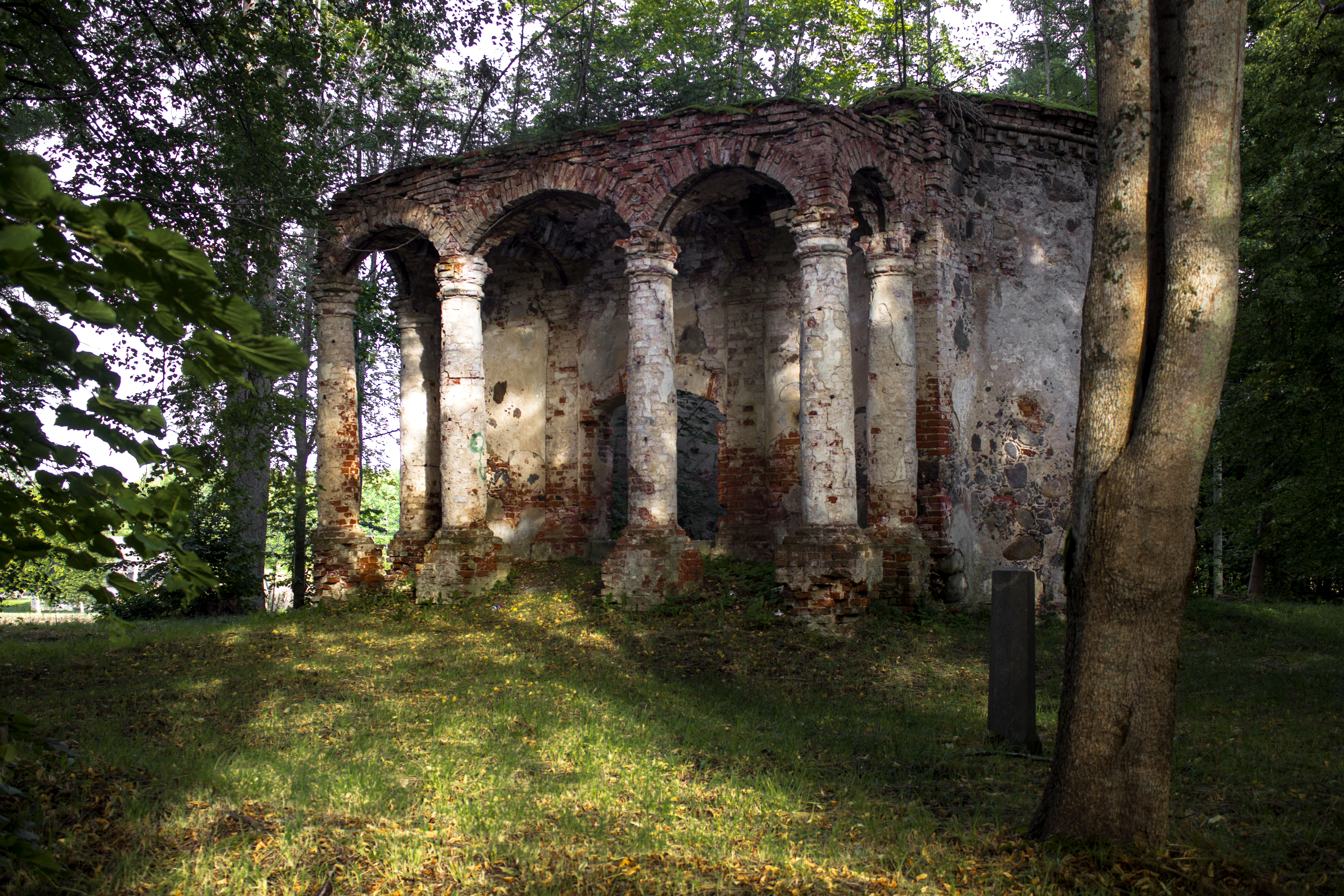
Une crypte.
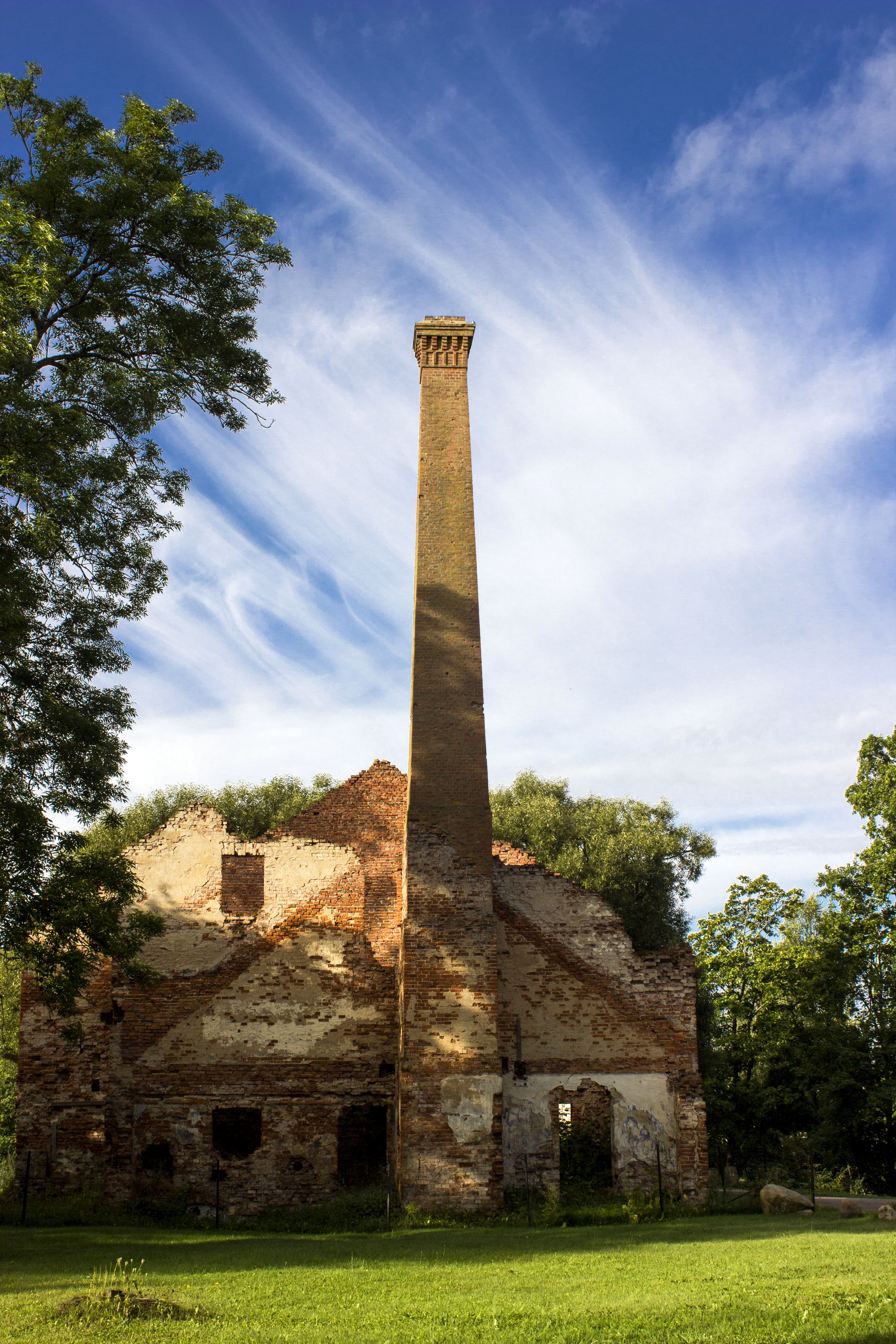
Distillerie.
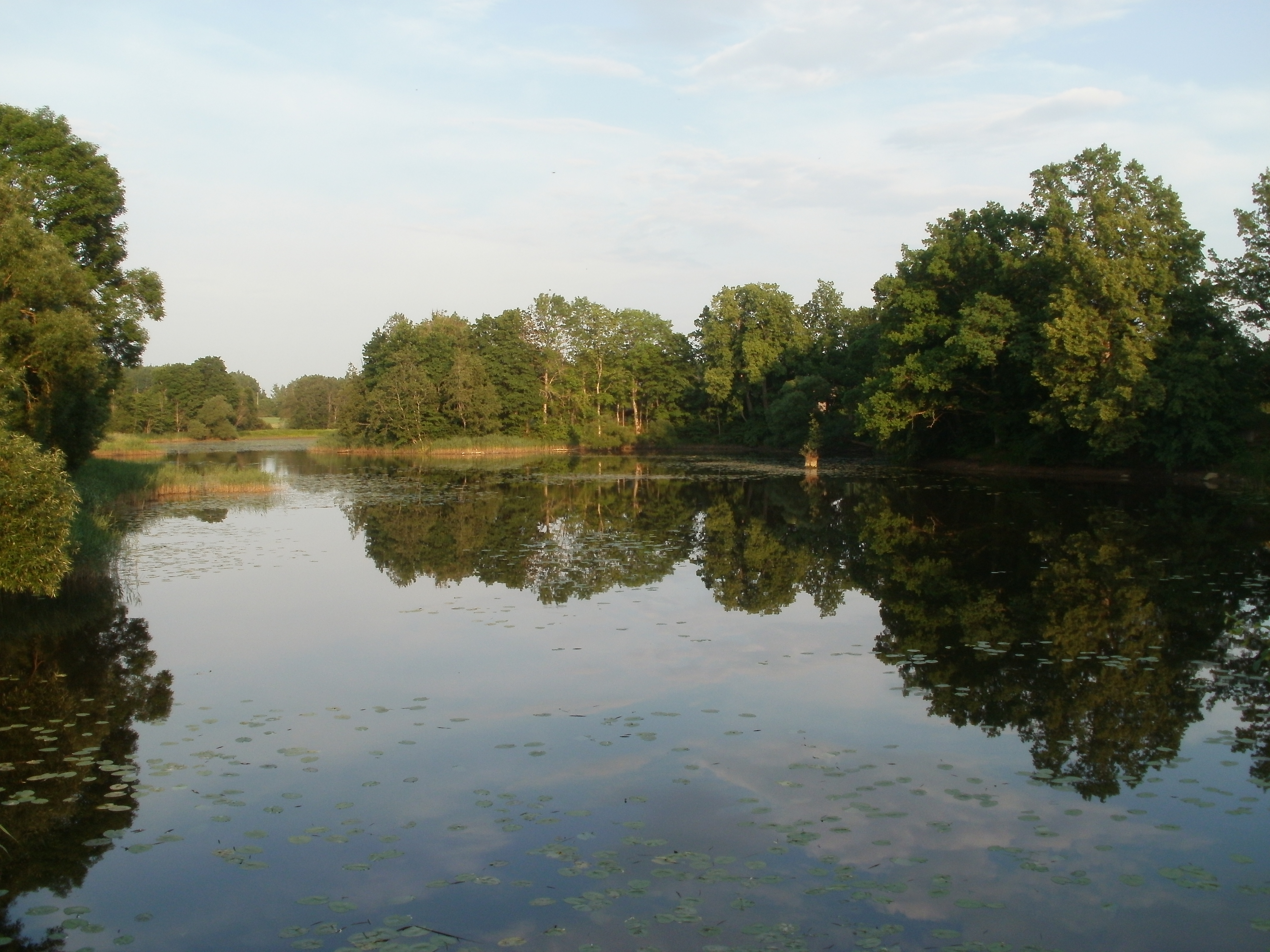
Lac sur la Stende.